# Delphinium favargeri
Delphinium favargeri là một loài thực vật có hoa trong họ Mao lương. Loài này được C.Blanché, Molero & J.Simon mô tả khoa học đầu tiên năm 1997.